# Близкие контакты третьей степени
«Близкие контакты третьей степени» (англ. Close Encounters of the Third Kind) — американская научно-фантастическая драма 1977 года режиссёра Стивена Спилберга, выступившего также одним из сценаристов, в которой снялся известный французский режиссёр Франсуа Трюффо.
В центре сюжета — встреча людей с инопланетной цивилизацией, символизирующая «контакт третьей степени». Название происходит от классификации контактов с инопланетянами, в которой третья степень обозначает человеческие наблюдения за инопланетянами или «одушевлёнными существами».
При бюджете в 20 миллионов долларов картина собрала в прокате 306 миллионов. Несмотря на то, что про инопланетян снимали и до, и после «Близких контактов», именно этот фильм приобрёл культовый статус. Картина, наряду со «Звёздными войнами» и «Суперменом», переосмыслила отношение к научной фантастике в кинематографе, доказав, что научно-фантастические фильмы могут быть крайне успешны и являться прибыльными кассовыми блокбастерами, а не только дешёвыми и малобюджетными би-муви.
Фильм был выдвинут на премию «Оскар» в 8 номинациях, включая лучшую режиссуру, но награду получил лишь Вилмош Жигмонд  — за лучшую операторскую работу, а Фрэнк Э. Уорнер был удостоен премии за особые достижения за монтаж звуковых эффектов.
Специальное издание фильма, включающее как сокращённые, так и новые добавленные сцены, было выпущено в 1980 году. Спилберг согласился сделать специальное издание, чтобы добавить больше сцен, которые они не смогли включить в первоначальную версию, но студия потребовала противоречивую сцену, изображающую интерьер внеземного материнского корабля[прояснить]. 
Недовольство режиссёра изменённой финальной сценой привело к третьей версии фильма, названной «режиссёрской», выпущенной в 1998 году и являющейся самой длинной версией фильма, сочетающей любимые элементы Спилберга из двух предыдущих выпусков, но удаляющей сцены внутри внеземного материнского корабля. Позже фильм был ремастирован в формате 4K и переиздан в кинотеатрах 1 сентября 2017 года к своему 40-летию.
В 2007 году фильм внесён в Национальный реестр фильмов, обладая «культурным, историческим или эстетическим значением».

## Сюжет
Фильм начинается с перечисления необычных явлений, зафиксированных на Земле в разных точках и в разное время.
В пустыне Сонора неожиданно появляется эскадрилья самолётов в отличном состоянии, но без экипажей. Определили, что это машины 19-го тренировочного рейса, без вести пропавшие в декабре 1945 года в Бермудском треугольнике. Высланная на место исследовательская группа во главе с французским учёным Клодом Лакомбом (Франсуа Трюффо) и его американским переводчиком и картографом Дэвидом Лафлином (Боб Балабан), не смогла ничего разузнать. Исследовательская группа нашла странного старика, обгоревшего на солнце, который утверждал, что ночью светило взошло и спело ему песню.
В Центре контроля за воздушным движением в Индианаполисе авиадиспетчерами был зафиксирован НЛО. Два самолёта, находившиеся неподалёку, установили визуальный контакт и едва избежали столкновения с ним. Ни один из членов экипажей не желает сообщать об объекте.
Манси, штат Индиана. В детской комнате спящего трёхлетнего Барри (Кэри Гаффи) включаются все механические игрушки, а в окна ударяет слепящий свет. После этого малыш встаёт, улыбается кому-то на кухне, где разбросаны вещи, выходит из дома и убегает в ночь. Его мать, Джиллиан Гилер (Мелинда Диллон), пытается догнать ребёнка, но он исчезает в темноте. В ту же ночь во всём городе прекращается подача электричества. Выехавший устранить повреждение электрик Рой Нири (Ричард Дрейфус) встречается с настоящим НЛО. Автомобиль попадает под мощный пучок света, слегка обжигающий лицо Нири, после чего над его головой медленно пролетает огромный инопланетный корабль. Сразу после этого в городе включается свет. Джиллиан в последнюю секунду спасает сына, прибежавшего к шоссе вместе с несколькими другими людьми, от столкновения с машиной Роя. Затем над шоссе проносятся четыре светящихся шара и пропадают за горизонтом. Рой и три полицейские машины тщетно преследуют их. Удивительный метафизический опыт завораживает Роя.
Нири, к ужасу своей жены Ронни (Тери Гарр), увлекается НЛО и зацикливается на изображениях в форме горы, часто делая её модели. Тем временем Джиллиан также становится одержимой, делая рисунки уникального изображения горы.
Пустыня Гоби, Монголия. Среди песков обнаруживается пропавший в декабре 1925 года в Бермудском треугольнике неповреждённый сухогруз «SS Cotopaxi» без экипажа. Ронни сообщает мужу, что его без объяснений уволили.
В северо-индийском городе Дхарамсала местное население постоянно повторяет в молитвах пятитональную музыкальную фразу в мажорной гамме, считая их божественными звуками, доносившимися с неба. На конференции Лакомб сообщает, что звуки подобны последовательности Золтана Кодая, разработанной для обучения глухонемых детей музыке. Рой встречается с Джиллиан, получившей «загар», аналогичный старику из пустыни. Собравшиеся жители собираются на том же шоссе, где впервые были замечены четыре шара, и видят два приближающихся светящихся огня. Те поднимают пыль и оказываются прожекторами вертолёта.
Лакомб и Лафлин вместе с группой экспертов ООН начинают расследование возрастающей активности НЛО и странных явлений, связанных с этим. Учёные передают музыкальную последовательность в космос, но ответ озадачивает: астрономы на «Goldstone Radio Telescope» принимают с расстояния 7 световых секунд последовательность чисел — 104-44-30-40-36-10, с отношением частот 9:10:8:4:6, повторяющуюся снова и снова в виде радиоимпульсов. Лафлин, с его опытом работы в картографии, распознаёт её как набор географических координат, которые указывают на «Башню дьявола» возле Моркрафта, штат Вайоминг.
НЛО терроризирует Джиллиан в её доме. Она отбивается от яростных попыток невидимых существ, активирующих электрические приборы, проникнуть в дом. В хаосе Барри оказывается похищен. Критическая одержимость Роя Нири видениями  вызывает семейную ссору. Наутро следующего дня, после того, как Нири вырывает вершину слепка, к нему приходит озарение. После того, как он на глазах соседей начинает исступлённо бросать в дом вырванные кусты, землю, мусор из бака и разбрасывать птичью изгородь, Ронни, забрав троих детей, уезжает от мужа в одном халате и тапочках. После их отъезда Рой с феноменальной работоспособностью продолжает материализовывать свои видения, в результате чего посреди гостиной возникает огромная, до самого потолка гора, подобная «Башне дьявола», стоящей в точке Контакта.
Координаты становятся точкой предполагаемого Контакта. Лакомб и американские военные сходятся в Вайоминге. Армия США эвакуирует жителей на поездах, распространяет в средствах массовой информации ложные сведения о разлитии токсичного нервно-паралитического газа, подготавливает секретную зону для приземления НЛО. Правительство засекречивает область площадью около 777 квадратных километров. Но именно сюда со всех концов США стекаются десятки людей — свидетелей НЛО, которых в течение некоторого времени посещали одинаковые навязчивые видения о горе. Среди них — Джиллиан Гилер и Рой Нири, увидевшие новость по телевидению.
Несмотря на запреты, Рой и Джиллиан решают добраться до горы. Сбивая по пути предупреждающие заграждения, они видят лежащих вдоль дороги коров и овец, и понимают, что экстренная ситуация подстроена. Их тормозит кордон с военными и медиками в защитных костюмах, обоих ведут в допросную. С Нири беседуют Лакомб и Лафлин, после чего сажают в вертолёт с 12 гражданскими, среди которых находится и Гилер. Лакомб и Лафлин убеждают майора Уолша отправить видевших видения людей к горе, но тот отказывается. Нири и Гилер сообщают остальным, что нервно-паралитический газ — выдумка правительства, все снимают противогазы и с облегчением вдыхают свежий воздух. Клод наблюдает в окно, как Рой, Джиллиан и один из гражданских, Ларри Батлер, бегут к горе. Глава проекта (Дж. Патрик МакНамара) приказывает Уолшу по телефону применить усыпляющий газ EZ-4, который уже использовали на домашнем скоте, если нарушителей не удастся снять с горы до 20:00. Беглецы прячутся в расщелинах от вертолётов. Уставшего и отставшего Ларри, не пытающегося спрятаться, обнаруживают и усыпляют. Несмотря на преследование, Рою и Джиллиан удаётся перебраться через гору, где расположена посадочная площадка для пришельцев.
После «разведки», произведённой мелкими НЛО в виде небольших светящихся точек, прибывают три НЛО. Начинается контакт землян с внеземным разумом, прелюдией к которому становится сыгранная на большом светящемся органе мелодия из пяти нот из Дхарамсалы — своеобразное приветствие землян братьям по разуму. За процессом наблюдают как многочисленные учёные и военные, задействованные в тайной операции, так и Рой с Джиллиан. Гору окутывает гигантское облако, из которого появляется ещё больше «тарелок». Вскоре появляется главный гигантский инопланетный корабль, отвечающий аналогичными звуками на звуки электронного органа. Затем уже учёные повторяют за кораблём, звуки переходят в музыкальную последовательность, клавиши синтезатора начинают нажиматься сами собой.
Из недр корабля выходят все ранее исчезнувшие люди — семеро членов экипажа «Cotopaxi», лётчики из пропавшей эскадрильи, сын Джиллиан вместе с десятками других похищенных, причём никто из них ничуть не постарел. Симфония космического братства заканчивается тем, что к землянам выходят малорослые пришельцы. Правительственные чиновники спешно включают Роя в группу, выбранную в качестве потенциальных посетителей корабля-носителя. Джиллиан спешно делает фотографии внеземных гостей. Из всей группы в красных костюмах и с зелёными сумками инопланетяне выбирают Нири, не надевшего тёмные очки. Когда тот входит в корабль, один из инопланетян ненадолго остаётся с людьми. Лакомб использует жесты Кодая, соответствующие пяти нотам внеземной тональной фразы. Инопланетянин отвечает такими же жестами, улыбается и возвращается на борт. Барри произносит «До свидания» поднимающемуся агрегату.
Титры сопровождаются медленно летящим в космосе и растворяющимся вдали кораблём.

## В ролях
- Ричард Дрейфус — Рой Нири, электрик
- Франсуа Трюффо — Клод Лакомб, французский учёный
- Тери Гарр — Ронни Нири, жена Роя
- Мелинда Диллон — Джиллиан Гилер, мать Барри
- Боб Балабан — Дэвид Лафлин, картограф, переводчик Лакомба
- Дж. Патрик МакНамара — глава Проекта
- Уоррен Дж. Кеммерлинг — Дикий Билл
- Робертс Блоссом — фермер
- Филип Доддс — Жан Клод
- Кэри Гаффи — Барри Гилер
- Лэнс Хенриксен — Роберт
- Карл Уэзерс — военный полицейский

## Производство
Проект оказался долгожданным — контракт на создание научно-фантастического фильма режиссёр подписал ещё в 1973 году.

### Сценарий
Идея создать фильм о контакте с пришельцами возникла у Стивена Спилберга ещё в молодости, когда он и его отец наблюдали метеорный поток в Нью-Джерси. Будучи подростком, в 1964 году всего за 500 долларов Спилберг снял полнометражный научно-фантастический фильм «Небесные огни». Многие сцены из этого фильма были пересняты покадрово в «Близких контактах третьей степени». 
В 1970 году Спилберг написал короткий рассказ «Опыты» о некой долине на Среднем Западе, в которой группа подростков наблюдает посреди ночного неба «парад огней». 
В конце 1973 года, во время постпроизводства фильма «Шугарлендский экспресс», Спилберг заключил контракт с Columbia Pictures на производство научно-фантастической ленты, ранее аналогичное предложение отвергла студия 20th Century Fox. В качестве продюсеров были выбраны Джулия Филлипс и Майкл Филлипс.
Раннее Спилберг хотел снять малобюджетный документальный фильм о людях, верящих в НЛО, но затем он пришёл к выводу, что хороший фильм на тему передовых технологий не мог быть создан за бюджетные 2,5 млн долларов. Взяв фразу из фильма «Нечто из иного мира», Спилберг переименовал свой проект в «Следи за небом», привязав тему будущего фильма к проекту «Синяя книга». 
Этой идеей он поделился с Уиллардом Хайком и Глорией Кац. Кац вспомнила, что «У него были летающие тарелки из космоса, приземляющиеся на бульваре Робертсона (Западный Голливуд, Калифорния). Это худшая идея, которую я когда-либо слышала». Спилберг пригласил Пола Шредера написать основной сценарий фильма в декабре 1973 года, съёмочный период должен был начаться в конце 1974 года, однако Спилберг начал работу над фильмом «Челюсти» и отодвинул свой проект об НЛО на несколько лет.
Благодаря финансовому успеху «Челюстей» и положительной критике, Спилберг получил большую творческую свободу со стороны Columbia Pictures и контроль над своими проектами, в том числе право снимать фильм так, как ему хочется. Шрёдер включил свой сценарий в предстоящий проект, который Спилберг назвал «одним из самых неуклюжих сценариев, когда-либо созданных профессионалом для крупной студии и именитого режиссёра», и «ужасной историей, вообще не касающейся НЛО». Сценарий имел название «Загробный мир» и повествовал о 45-летнем офицере ВВС США Поле Ван Оуэне, который, работая в течение 15 лет на федеральное правительство по проекту «Синяя Книга», пытается установить контакт с пришельцами .
Спилберг и Шрейдер не могли найти общий язык из-за творческих разногласий, и в результате создать новый сценарий поручили Джону Хиллу. В какой-то момент работы над сценарием главным героем выступал сотрудник полиции. Однако Спилберг заметил, что задуманный герой трудно подходил к образу «человека в погонах», режиссёр хотел показать обыкновенного героя, в котором рядовые зрители смогли бы увидеть себя. Спилберг отклонил сценарий Хилла тоже, заметив, что история Шрейдера и история Хилла были больше похожи на приключения Джеймса Бонда.
Переписыванием сценария занялся Дэвид Гайлер. Хэл Барвуд и Мэтью Роббинс, друзья Спилберга, предложили включить в сюжет похищение пришельцами ребёнка. К написанию сценария приложил руку и сам режиссёр. На стиль сценария повлияла песня из мультфильма «Пиноккио» под названием «When You Wish upon a Star». «Я создал историю под настроением, которое задавала мне эта песня», — заявил Спилберг. Съёмочный сценарий Спилберг написал совместно с Джерри Белсоном". Во время постпроизводства название фильма было изменено на «Близкие контакты третьей степени». На роль отца семейства Роя Нири, лепящего гору из картофельного пюре, пробовались Джек Николсон и Дастин Хоффман. На роль Клода Лакомба рассматривался Лино Вентура.
На этапе планирования Стивен Спилберг тщательно изучал различные доклады, всевозможные сведения о НЛО, встречался с людьми, которые, по их утверждению, так или иначе сталкивались с неведомыми человечеству явлениями. В качестве научного консультанта был нанят Джозеф Аллен Хайнек, уфолог, раннее работавший с BBC США над проектом «Синяя книга». Хайнек тогда замечал, что «хотя фильм и является фантастическим, он в основном базируется на известных фактах об НЛО и он, безусловно, улавливает природу этого явления. Спилберг находился под сильным давлением, всё указывало на то, что после огромного успеха „Челюстей“ он должен продолжать снимать блокбастеры, но он решил сделать фильм об НЛО. Тем самым он поставил на карту свою карьеру». ВВС США и НАСА отказались сотрудничать с создателями фильма. Более того, НАСА отправило Спилбергу письмо на двадцать страниц, в котором утверждалось, что выпуск фильма просто опасен. 
В одном из интервью Спилберг сказал: «Я действительно обрёл веру, когда услышал, что правительство выступает против фильма. Если НАСА не пожалело времени, чтобы написать мне письмо на 20 страницах, то я понял, что что-то должно произойти».

### Съёмка
Процесс съёмок фильма начался 16 мая 1976 года, хотя в отчёте Ассошиэйтед Пресс сообщалось, что съёмки начались в августе 1975 года. После отрицательного опыта во время работы над «Челюстями» Спилберг избегал натурных съёмок и изначально хотел снять все сцены исключительно в съёмочных павильонах, но затем отказался от этой идеи.
Съёмки проводились в Бербанке, Калифорния; у национального памятника «Башня дьяволов» в Вайоминге, в двух заброшенных ангарах дирижабля времен Второй мировой войны на бывшей авиабазе Брукли в Мобиле, штат Алабама, в железнодорожных депо Луисвилла и Нэшвилла, в бухте Минетт, штат Алабама. 
Дом, где был похищен Барри, находится за пределами города Фэйерхоуп, штат Алабама. Дом главного героя Роя Нири находится на востоке района Карлайл Драйв, в городе Мобил. 
Некоторые локации на карте Земли были отсняты в других местах, например за пустыню Сонора выдали дюны Дюмон в штате Калифорния, а за локацию пригорода индийского города Дхарамсалы был выдан посёлок Хал около города Халапур, в 56 километрах от Бомбея.
Ангары в Алабаме, в которых происходили съёмки, были в шесть раз больше самой большой звуковой сцены в мире . Во время съёмок команда сталкивалась с различными техническими и бюджетными проблемами. Однажды Спилберг признался, что процесс создания «Близких контактов» проходил в два раза хуже и дороже «Челюстей».
Ситуация ухудшилась, когда Columbia Pictures столкнулась с финансовыми трудностями. При начальном заключении контракта в 1973 году с «Коламбией» Спилберг утверждал, что фильм будет стоить 2,7 миллиона долларов, но позже он предупреждал продюсера Джулию Филлипс, что бюджет картины может оказаться на порядок выше. В результате окончательный бюджет составил 19,4 млн долларов. Руководитель студии «Коламбия» Джон Вейх вспоминал: «Если бы мы знали, что это будет стоить так дорого, мы бы не дали добро на такой проект, потому что у нас банально не было столько денег». 
Проблемы были сильно усугублены внезапно начавшимся сезоном ураганов в Атлантике в 1976 году; большое количество павильонов в Алабаме было в результате уничтожено из-за ударов молний. Студии пришлось собирать денежные средства в размере 7 миллионов долларов из трёх источников: Time Inc., EMI и офшоров в Германии.
В качестве арт-директора Спилберг пригласил Джо Алвеса, который ранее принимал участие в съёмках фильма «Челюсти». 
Оператор-постановщик Вилмош Жигмонд заметил, что во время съёмок фильма Спилберг черпал новые идеи при еженощном просмотре фильмов, что, в свою очередь, растягивало график производства, потому что он постоянно добавлял новые сцены для съёмок. Жигмонд ранее отказался от участия в создании «Челюстей». В своей книге «Ты никогда не будешь обедать в этом городе» (1991) продюсер Джулия Филлипс написала весьма резкие замечания о Спилберге, Жигмонде и Трюффо (в своё время она была уволена во время постпроизводства фильма из-за кокаиновой зависимости). Филлипс обвинила Спилберга в стремлении к перфекционизму.

### Визуальные эффекты
Главным специалистом по визуальным эффектам выступил Дуглас Трамбулл, дизайном пришельцев занимался Карло Рамбальди. Трамбулл шутил, что выделенный на визуальные эффекты бюджет в размере 3,3 миллиона долларов можно было бы использовать для создания дополнительного фильма. Его работа помогла успешно воплотить в фильме технику управления движением камеры. 
«Материнский корабль» был спроектирован Ральфом МакКуорри и построен Грегом Джейном. По задумке режиссёра корабль инопланетян должен был представлять собой что-то огромное и тёмное, но во время съёмок в Индии, когда Спилберг часто проезжал мимо ярко освещённого в ночное время нефтеперерабатывающего завода, заворожённый красивым зрелищем, он изменил свои планы. И в картине корабль пришельцев представляется огромным и светящимся яркими огнями. 
Вместо изображения космического корабля с проработанной металлической фурнитурой, как это было, например, воплощено в фильме о «Звёздных Войнах», Спилберг хотел акцентировать внимание на образе светящихся разноцветными огнями объектов. Одной из моделей НЛО выступала кислородная маска с прикреплёнными к ней огнями, используемая из-за её «неправильной» формы. 
В качестве шутки Деннис Мьюрен, который на тот момент только что закончил работать над «Звёздными войнами», поместил маленькую модель R2-D2 на нижнюю часть корабля. 
Модель корабля сегодня выставлена в Музее авиации и космонавтики Смитсоновского института в Вашингтонском аэропорту имени Даллеса в Шантильи, штат Вирджиния.
Поскольку «Близкие контакты» снимались в анаморфированном киноформате, последовательности визуальных эффектов снимались на 70-миллиметровой плёнке, имеющей большее разрешение, чем 35-миллиметровая плёнка, используемая для остальной части производства, затем отснятые фрагменты были объединены с полноразмерными элементами через кинокопировальный аппарат. Отснятый материал эффектов выглядел в результате чётким и резким, несмотря на потерю части визуальных данных. Пытаясь использовать компьютерные модели НЛО, режиссёр пришёл к выводу, что использование компьютерной графики слишком дорого и неэффективно (CGI находился в середине 1970-х годов ещё в зачаточном состоянии).
За основу дизайна пришельцев был взят классический образ грея. Маленьких инопланетян в финальных сценах играли пятьдесят местных шестилетних девочек из Мобила. Спилберг объяснял данное решение тем, что, по его мнению, девочки «двигались более грациозно, чем мальчики». Была также попытка отснять сцены с пришельцами с применением театра кукол, но идея при попытке её воплощения оказалась провальной. Тем не менее Рамбальди успешно использовал кукол-марионеток для изображения двух инопланетян, (первая изображала высокого длиннорукого инопланетянина, который первым выходил из корабля, а вторая — пришельца, который общался с помощью жестов); эта сцена была снята ради эксперимента, но потом её добавили в конец фильма.

### Постпроизводство
«Близкие контакты третьей степени» — это первое сотрудничество Спилберга и киномонтажёра Майкла Кана. В результате их рабочие отношения продолжились и при работе над последующими фильмами Спилберга. Режиссёр заметил, что ни один фильм, который он когда-либо снимал с тех пор, не был так сложен в монтаже, как последние 25 минут «Близких контактов», и что он с Каном работал над тысячами катушек отснятого материала, чтобы выбрать подходящие кадры и их последовательность. Когда Кан и Спилберг завершили первый эпизод фильма, Спилберг был недоволен, чувствуя, что в нём «нет ничего удивительного». В результате были организованы дополнительные съёмки, в которых по личным обстоятельствам Вилмош Жигмонд не мог участвовать, дополнительными съёмками руководили Джон А. Алонзо, Ласло Ковач и Дуглас Слокомб. Изначально Слокомб хотел снять сцену, где военные находят звено 19 в тропических лесах Амазонки, однако место действия было перенесено в пустыню Сонора.

### Музыка
Автором музыкального сопровождения выступил Джон Уильямс, ранее также работавший над музыкой к фильму «Челюсти». Уильямс записал более 300 вариантов мотива из пяти нот, который учёные используют для установления контакта с пришельцами.

## Прокат, альтернативные версии
Мне понравились «Звёздные войны», а вот фильм «Близкие контакты третьей степени» показался слишком шумным, местами даже глупым.
Изначально выход фильма был запланирован на лето 1977 года, но был перенесён на ноябрь того же года из-за трудностей во время съёмок .
Премьера фильма состоялась в театре Зигфельда (Нью-Йорк) 16 ноября 1977 года, затем фильм был показан в Cinerama Dome в Лос-Анджелесе; национальный показ начался 14 декабря в 301 кинотеатрах США. К концу второй недели кассовые сборы фильма составили 24 695 317 долларов.
26 декабря 1977 года фильм установил рекорд по сборам в размере 3 026 558 долларов в США и недельный рекорд в размере 17 393 654 долларов с 26 декабря по 1 января.
После выхода фильм оказал большое влияние на общество и культуру научно-фантастического кино, кассовые сборы в целом составили 116,39 млн долларов в Северной Америке и 171,7 млн долларов в зарубежных странах на общую сумму 288 млн долларов во всем мире. Этот фильм также стал самым успешным на тот момент в истории Columbia Pictures .
Джонатан Розенбаум назвал фильм «лучшим выражением доброго, мечтательного взгляда Спилберга». Эд Мёрфи с сайта Variety также дал фильму положительный отзыв, но заметил, что ему «не хватает тепла и человечности, как в „Звёздных войнах“ Джорджа Лукаса». Мёрфи в целом назвал фильм медлительным и местами скучным, однако высоко оценил его кульминационную сцену. Полин Кель назвал его «детским фильмом в лучшем смысле этого слова». Жан Ренуар сравнил повествование Спилберга с историями Жюля Верна и Жоржа Мельеса. Рэй Брэдбери назвал «Близкие контакты» лучшей научно-фантастической лентой всех времён.
Фильм был выпущен в том числе и на дисках формата CED.
Режиссёр несколько раз дополнял фильм. Первый такой дополненный вариант, под названием «Специальная версия» (Special Edition), вышел в 1980 году. Новый вариант на три минуты короче за счёт монтажных сокращений в середине действия, но имеет вставку в финале: Рой входит в космический корабль инопланетян, где видит нисходящий «божественный» свет и смутные очертания худощавого пришельца с длинными конечностями. Последний — пятый — вариант вышел на видео в 1998 году под названием «Коллекционная версия» (The Collector’s Edition). Была ещё одна версия, изданная 12 января 1999 года исключительно для AFI «Top 100 Films of All Time», под названием «Окончательная режиссёрская редакция» (Definitive director’s edition).

## Награды и номинации
| Награда            | Категория                            | Победители и номинанты                                                                                     | Результат |
| ------------------ | ------------------------------------ | --- | --------- |
| Оскар              | Лучший режиссёр                      | Стивен Спилберг                                                                                            | Номинация |
| Оскар              | Лучшая женская роль второго плана    | Мелинда Диллон                                                                                             | Номинация |
| Оскар              | Лучшая операторская работа           | Вилмош Жигмонд                                                                                             | Победа    |
| Оскар              | Лучший монтаж                        | Майкл Кан                                                                                                  | Номинация |
| Оскар              | Лучшая музыка                        | Джон Уильямс                                                                                               | Номинация |
| Оскар              | Лучшая работа художника              | Джо Элвс, Дэниэл А. Ломино (постановщики), Фил Абрамсон (декоратор)                                        | Номинация |
| Оскар              | Лучший звук                          | Роберт Кнадсон, Роберт Гласс, Дон Макдугалл, Джин С. Кантамесса                                            | Номинация |
| Оскар              | Лучшие визуальные эффекты            | Рой Арбогаст, Дуглас Трамбулл, Мэттью Юрисич, Грегори Джейн, Ричард Юрисич                                 | Номинация |
| Оскар              | Премия за особые достижения          | Фрэнк Уорнер (за монтаж звуковых эффектов)                                                                 | Победа    |
| BAFTA              | Лучший фильм                         | Джулия Филлипс и Майкл Филлипс                                                                             | Номинация |
| BAFTA              | Лучший режиссёр                      | Стивен Спилберг                                                                                            | Номинация |
| BAFTA              | Лучшая мужская роль второго плана    | Франсуа Трюффо                                                                                             | Номинация |
| BAFTA              | Лучший сценарий                      | Стивен Спилберг                                                                                            | Номинация |
| BAFTA              | Лучшая операторская работа           | Вилмош Жигмонд                                                                                             | Номинация |
| BAFTA              | Лучший монтаж                        | Майкл Кан                                                                                                  | Номинация |
| BAFTA              | Лучшая музыка                        | Джон Уильямс                                                                                               | Номинация |
| BAFTA              | Лучшая работа художника-постановщика | Джо Элвс                                                                                                   | Победа    |
| BAFTA              | Лучший звук                          | Роберт Кнадсон, Роберт Гласс, Дон МакДугалл, Джин С. Кантамесса, Стивен Кац, Фрэнк Уорнер и Ричард Освальд | Номинация |
| Золотой глобус     | Лучший фильм — драма                 | Джулия Филлипс и Майкл Филлипс                                                                             | Номинация |
| Золотой глобус     | Лучший режиссёр                      | Стивен Спилберг                                                                                            | Номинация |
| Золотой глобус     | Лучший сценарий                      | Стивен Спилберг                                                                                            | Номинация |
| Золотой глобус     | Лучшая музыка                        | Джон Уильямс                                                                                               | Номинация |
| Давид ди Донателло | Лучший иностранный фильм             | Джулия Филлипс и Майкл Филлипс                                                                             | Победа    |
| Сатурн             | Лучший научно-фантастический фильм   | Джулия Филлипс и Майкл Филлипс                                                                             | Номинация |
| Сатурн             | Лучший режиссёр                      | Стивен Спилберг                                                                                            | Победа    |
| Сатурн             | Лучшая мужская роль                  | Ричард Дрейфус                                                                                             | Номинация |
| Сатурн             | Лучшая женская роль                  | Мелинда Диллон                                                                                             | Номинация |
| Сатурн             | Лучшая женская роль второго плана    | Тери Гарр                                                                                                  | Номинация |
| Сатурн             | Лучший сценарий                      | Стивен Спилберг                                                                                            | Номинация |
| Сатурн             | Лучший грим                          | Карло Рамбальди, Томас Р. Бурман, Боб Уэстморленд                                                          | Номинация |
| Сатурн             | Лучшая музыка                        | Джон Уильямс                                                                                               | Победа    |
| Сатурн             | Лучшие спецэффекты                   | Дуглас Трамбулл                                                                                            | Номинация |
| Хьюго              | Лучшая постановка                    | Стивен Спилберг                                                                                            | Номинация |

### Последующее признание
Рейтинги Американского института кино:
- 100 лучших американских фильмов за 100 лет (1998) — 64-е место
- 100 самых остросюжетных американских фильмов за 100 лет (2001) — 31-е место
- 100 самых вдохновляющих американских фильмов за 100 лет (2006) — 58-е место

По версии Американского института кино картина занимает ряд мест:
- 64-е место в списке 100 фильмов за 1998 год (выбыла в 2007)
- 31-е место в 100 остросюжетных фильмов
- 58-е место в 100 вдохновляющих фильмов

В 2007 году фильм внесён в Национальный реестр фильмов, обладая «культурным, историческим или эстетическим значением».